# تحالف تراي ويست للرعاية الصحية
تحالف تراي ويست للرعاية الصحية هي شركة مقرها فينيكس بولاية أريزونا تدير المزايا الصحية بموجب برنامج فابسس (VAPCCC) التابع لوزارة شؤون المحاربين القدامى بالولايات المتحدة في المناطق 3 و 5 و 6. في 1 أكتوبر 2018 ، تم توسيع عقد تراي ويست الخاص بـفابسس (VAPCCC) ليشمل المناطق 1 و 2 و 4.

## روابط خارجية
- تحالف تراي ويست للرعاية الصحية